# MIDlet
Un MIDlet és una aplicació  Java creada per al perfil  Mobile Information Device Profile (MIDP) que típicament s'executa en una telèfon mòbil o dispositiu encastat que suporti Java.
Un MIDlet és una aplicació Java creada per treballar amb l'arquitectura Java ME, concretament amb la capa de configuració  Connected Limited Device Configuration (CLDC) i el perfil  Mobile Information Device Profile (MIDP).

## Cicle de vida i esquelet d'un MIDlet

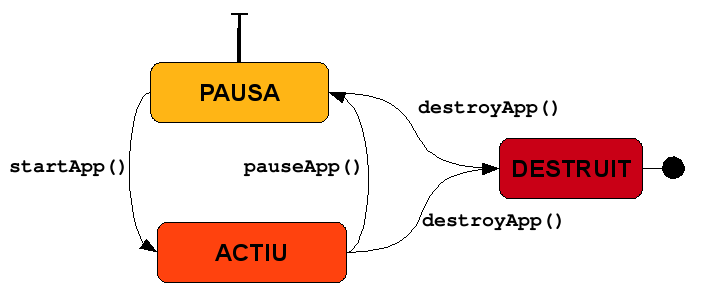
Diagrama d'estats d'un MIDlet

Un MIDlet té el diagrama d'estats que es pot veure a la dreta, amb 3 estats:
- Pausa
- Actiu
- Destruït

Quan volem crear un MIDlet hem de crear una nova classe Java que hereti de la classe abstracta:
```
javax.microedition.midlet.MIDlet
```

L'esquelet d'un MIDlet és el següent:
```
import javax.microedition.midlet.*;
```

```
public class MiMIDlet extends MIDlet {
protected void 
startApp()

throws MIDletStateChangeException {
// Mou el MIDlet a l'estat actiu → iniciar
}
protected void 
pauseApp()
 {
// Mou el MIDlet a l'estat pausa → pausar
}
protected void 
destroyApp
(boolean incondicional)
throws MIDletStateChangeException {
// Mou el MIDlet a l'estat destruït → allibera recursos
}
}
```